# 海氏克奈魚
卡坦克奈魚為輻鰭魚綱鼠鱚目尼羅魚科的其中一種，分布於非洲安哥拉與那米比亞間的Cunene河流域，體長可達5.7公分，棲息在底層水域。